# Giovanni Nencioni
Giovanni Nencioni (Firenze, 11 settembre 1911 – Firenze, 3 maggio 2008) è stato un linguista e lessicografo italiano.
È stato uno dei maggiori storici della lingua italiana, accademico dei Lincei, presidente dell'Accademia della Crusca dal 1972 al 2000 e professore emerito della Normale di Pisa.

## Biografia
Laureatosi nel 1932 a Firenze in Diritto processuale con Piero Calamandrei, dedicò i suoi primi studi alla poesia greca di Ipponatte e alla diffusione della lingua latina nell'area mediterranea. Nel  1936 divenne funzionario del Ministero dell'educazione nazionale e cominciò ad occuparsi di lessicografia. Nel 1944 fu incaricato della cattedra di glottologia dell'Università di Roma, tolta per due anni ad Antonino Pagliaro per la sua adesione al fascismo.
Dopo il 1946 fu Ispettore centrale del Ministero della Pubblica Istruzione.
Si dedicò in quegli anni a ricerche lessicografiche e linguistiche; in particolare studiò il rapporto tra Croce e la linguistica, polemizzando con lo storicismo e le posizioni estetiche di Croce, in nome di un'idea del linguaggio come "istituzione" in stretto contatto con la cultura e la società.
Ebbe poi la cattedra di Grammatica e Storia della Lingua italiana nelle Università di Bari e Firenze, e nel 1955 divenne accademico della Crusca. Presidente dell'Accademia dal 1972, diede impulso all'edizione del Vocabolario e, nel 1990, fondò un bollettino semestrale divulgativo, di notevole pregio e autorevolezza, La Crusca per voi, che si rivolge anche ai non specialisti presentando studi su problemi linguistici di attualità e offrendo risposte qualificate a quesiti posti da studenti, insegnanti, lettori, interessati all'uso corretto della lingua italiana.
Nel 1974 passò a insegnare alla Scuola Normale Superiore di Pisa approfondendo gli interessi per la lessicografia e la linguistica.
Nello studio dell'italiano, Nencioni si è distinto per la sua moderazione: attento a non far «imbarbarire la lingua dei nostri padri», ha saputo tuttavia mettere in guardia anche dagli eccessi, invitando a «non esagerare con il purismo».

## Opere
- Idealismo e realismo nella scienza del linguaggio, Firenze, La Nuova Italia, 1946.
- Di scritto e di parlato. Discorsi linguistici, Bologna, Zanichelli, 1983.
- Tra grammatica e retorica. Da Dante a Pirandello, Torino, Einaudi, 1983.
- Francesco De Sanctis e la questione della lingua, Bibliopolis, 1984.
- La lingua dei Malavoglia e altri scritti di prosa, poesia e memoria, Napoli, Morano, 1988.
- Saggi di lingua antica e moderna, Torino, Rosenberg & Sollier, 1989.
- La lingua di Manzoni. Avviamento alle prose manzonianze, Bologna, Società editrice Il Mulino, 1993, ISBN 88-15-04173-7.
- Saggi e memorie, Pisa, Scuola Normale Superiore, 2000, ISBN 978-88-76-42098-6.
- Prefazioni disperse, a cura di L. Salibra, Accademia della Crusca, 2011, ISBN 978-88-89-36933-3.
- La lingua dei «Promessi Sposi», Bologna, Il Mulino, 2012, ISBN 978-88-15-23822-1.
- Giovanni Nencioni-Antonio Pizzuto, Caro Testatore, Carissimo Padrino. Lettere (1966-1976), Polistampa, 1999, ISBN 978-88-83-04047-4.